# Западноамериканская совка
Западноамерика́нская со́вка (лат. Psiloscops flammeolus) — вид птиц из семейства совиных. Подвидов не выделяют. Распространён в Северной и Центральной Америках. Является единственным видом в роде Psiloscops.

## Описание
Небольшая ночная сова ростом около 15 см и размахом крыльев в 36 см. Ярко выражен половой диморфизм. Вес взрослой птицы составляет 50—52 г у самцов и 62—65 г у самок. Имеет пёстрое защитное оперение серовато-коричневых и ржавых тонов, с множеством контрастных тёмных и светлых пятен. Оперение лицевого диска и крыльев имеют огненно-рыжие области, в результате чего птица получила своё научное название (лат. flammeolus — огненный).

## Распространение и образ жизни
В отличие от многих других сов западноамериканская совка является перелётной птицей. Размножается летом в Британской Колумбии, Западной части США, однако в августе направляется зимовать на юг от Техаса, Калифорнии и Аризоны до Мексики, Гватемала и Сальвадора, затем возвращается в конце апреля — начале мая. Предпочитает открытые, горные хвойные или смешанные леса. Также можно встретить размножающимися в лиственных лесах с некоторыми хвойными деревьями. Гнездится исключительно в дуплах деревьев. Самка откладывает от 2 до 4 белых яиц, после чего высиживает их, в то время как самец занят добычей еды. Обычно бывает одна кладка яиц в год. Инкубационный период составляет примерно 26 дней. После вылупления птенцы зависят от родителей в течение 25—32 дней. Большую часть рациона составляют различные насекомые — жуки, сверчки, гусеницы и моль, а также пауки, многоножки и скорпионы. Изредка охотится и на мелких млекопитающих. Международным союзом охраны природы эта птица классифицируется как «вызывающая наименьшие опасения», однако их популяция в некоторых областях уменьшается.

## Галерея

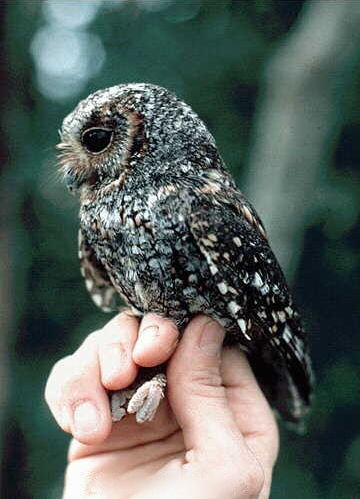
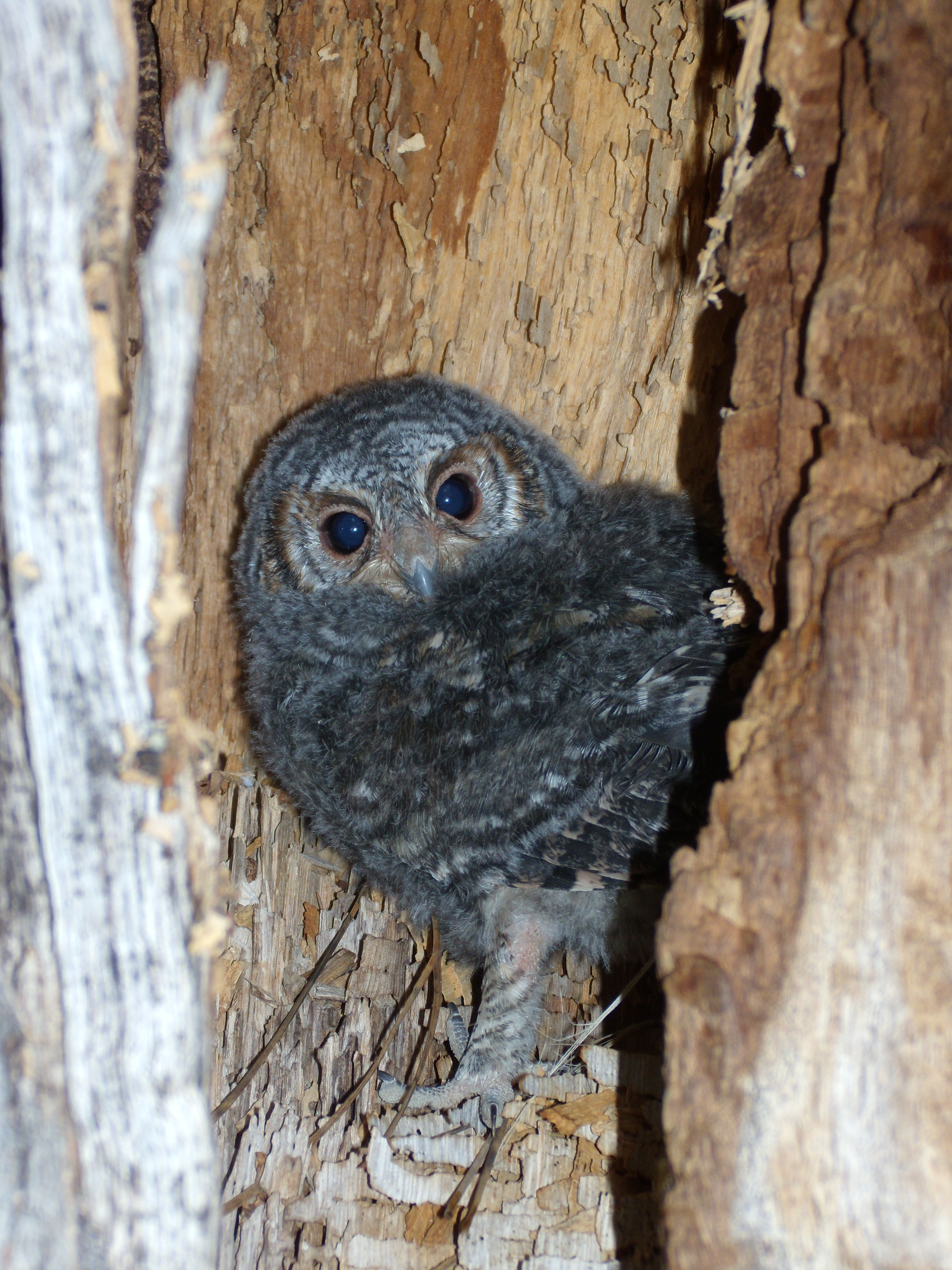
Птенец